# سیارک ۵۴۰۳
سیارک ۵۴۰۳ (به انگلیسی: 5403 Takachiho، نامگذاری:1990DM) پنج هزار و چهارصد و سومین سیارک کشف شده‌است که در ۲۰ فوریه ۱۹۹۰ کشف شد.
قدر مطلق سیارک برابر ۱۱٫۴۰ است.